# Ланкастер (округ, Пенсільванія)
Шаблон:StateAbbr_ 40°02′ пн. ш. 76°15′ зх. д. / 40.04° пн. ш. 76.25° зх. д.
Округ  Ланкастер (англ. Lancaster County) — округ (графство) у штаті  Пенсільванія, США. Ідентифікатор округу 42071.

## Історія
Округ утворений 10 травня 1729 року.

## Демографія
За даними перепису 
2000 року 
загальне населення округу становило 470658 осіб, зокрема міського населення було 354467, а сільського — 116191.
Серед мешканців округу чоловіків було 229454, а жінок — 241204. В окрузі було 172560 домогосподарств, 124129 родин, які мешкали в 179990 будинках.
Середній розмір родини становив 3,14.
Віковий розподіл населення поданий у таблиці:
| Стать    | До 15 років | 15-21 | 22-29 | 30-39 | 40-49 | 50-65 | 65-85 | Понад 85 |
| -------- | ----------- | ----- | ----- | ----- | ----- | ----- | ----- | -------- |
| Чоловіки | 53827       | 23860 | 22236 | 33305 | 35123 | 33781 | 24578 | 2744     |
| Жінки    | 51082       | 23427 | 22369 | 34118 | 35856 | 35614 | 32517 | 6221     |

### Аміші
Община ланкастерських анабаптистів (амішів) була заснована у 1760 році, на 2017 рік це найбільша така община, із 37 000 членів у 220 церковних районах, вони складають  7% населення округу.

## Цікавий факт

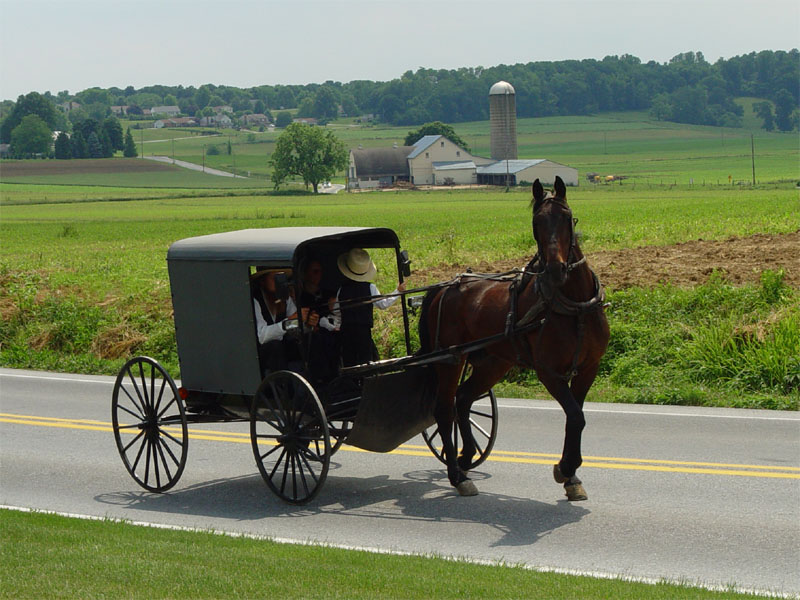
Сім'я амішів в традиційній кареті в Ланкастері

В окрузі знаходяться поселення амішів, переселенців із Європи, що живуть стилем життя, як у XVIII столітті і вони, на відміну від найрадикальніших єдиновірців досить ліберально приймають більшість досягнень цивілізації, наприклад, електричні прилади і електрику взагалі. Однак, пересуваються в каретах, запряжених кіньми.

## Суміжні округи
- Лебанон – північ
- Беркс – північний схід
- Честер – схід
- Сесіл, Меріленд – південь
- Гарфорд, Меріленд – південний захід
- Йорк – захід
- Дофін – північний захід

## Виноски
1. ↑  U.S. Decennial Census. United States Census Bureau. Архів оригіналу за 26 квітня 2015. Процитовано 8 березня 2015.
2. ↑  Historical Census Browser. University of Virginia Library. Архів оригіналу за 11 серпня 2012. Процитовано 8 березня 2015.
3. ↑  Forstall, Richard L., ред. (24 березня 1995). Population of Counties by Decennial Census: 1900 to 1990. United States Census Bureau. Архів оригіналу за 20 березня 2015. Процитовано 8 березня 2015.
4. ↑  Census 2000 PHC-T-4. Ranking Tables for Counties: 1990 and 2000 (PDF). United States Census Bureau. 2 квітня 2001. Архів оригіналу (PDF) за 18 грудня 2014. Процитовано 8 березня 2015.
5. ↑  State & County QuickFacts. United States Census Bureau. Архів оригіналу за 6 червня 2011. Процитовано 10 січня 2016.(англ.) Наведено за англійською вікіпедією.
6. ↑  American FactFinder. Бюро перепису населення США. Архів оригіналу за 26 лютого 2012. Процитовано 31 січня 2008.
7. ↑  The 12 Largest Amish Communities (2017). [Архівовано 1 січня 2018 у Wayback Machine.] at Amish America

| США | Це незавершена стаття з географії США. Ви можете допомогти проєкту, виправивши або дописавши її. |